# مطار أوريل فلايكو الدولي
مطار أوريل فلايكو الدولي في بوخارست (بالرومانية: Aurel Vlaicu International Airport) معروف رسميا بام مطار بوخارست-بانياسا الدولي «أوريل فلايكو» (Aeroportul Internaţional Bucureşti Băneasa Aurel Vlaicu). يقع في منطقة بانياسا شمال العاصمة الرومانية على بعد 8.5 كم من مركز المدينة. كان مطار بوخارست الوحيد حتى عام 1968 عندما افتتح مطار هنري كواندا الدولي قربه. يحتل المرتبة الثانية في حركة لملاحة الجوية في البلاد ومركز عمليات معظم شركات الطيران المنخفضة التكلفة. ويقع اقرب من مركز المدينة من المطار الرئيسي الأخر.

## تاريخيا

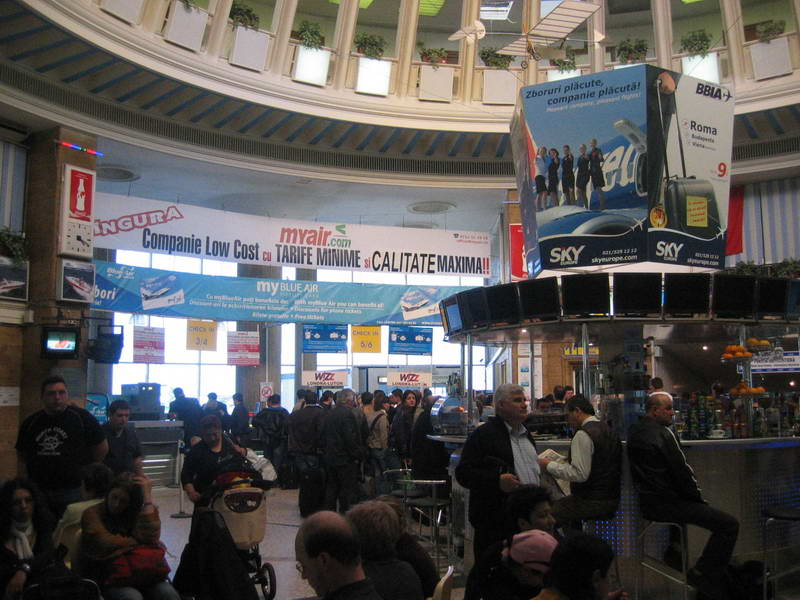
مطار أوريل فلايكو الدولي

أول رحلة طيران انطلقت من المطار كانت عام 1909 وكان الطيار الفرنسي لويس بليرو أول من طار منه. عام 1912 افتتحت أول مدرسة طيران في مطار بانياسا مما يجعلها أقدم مدرسة طيران في أوروبا الشرقية ومن بين أقدم خمس مطارات في العالم. عام 1920 اتخذ كمركز رئيسي ل«الشركة الرومانية الفرنسية للنقل الجوي» أقدم شركات الطيران في البلاد والتي تحولت فيما بعد إلى شركة تاروم الوطنية. عام 1923 بنت الشركة في المطار مركز لصيانة الطائرات.
المطار الحالي تم افتتاحه عام 1952 وكن يعتبر من أجمل معالم بوخارست المعمارية. خلال الفترة الشيوعية (1947-1989) كان المطار مكرز عمليات شركة تاروم حتى عام 2000 حيث انتقلت الشركة لمطار أوتوبيني, اليوم يعتبر مركز عمليات العديد من شركات الطيران المنخفضة التكلفة مثل بلو إير وويز إير.

## حركة المطار
يعتبر من أكثر المطارات نشاطا في البلاد، حيث يسجل ارتفاع عدد المسافرين عن طرقه مقارنة مع الأعوام السابقة:

## وصلات خارجية
- الموقع الرسمي
- خدمات المطار